# Атамекен (Акжаїцький район)
Атамеке́н (каз. Атамекен) — село у складі Акжаїцького району Західноказахстанської області Казахстану. Входить до складу Алмалинського сільського округу.
У радянські часи село називалось Антоново.
Населення — 575 осіб (2021; 580 у 2009, 625 у 1999, 492 у 1989).